# Pučálkovic Amina
Pučálkovic Amina je humoristická a satirická kniha herce a spisovatele Jindřicha Plachty z roku 1931. Jde vlastně o větší povídku, která vypráví smyšlený příběh rodiny poštovního úředníka, který v domnění, že doma vychovává štěně bernardýna ve skutečnosti vychovává malou žirafu Aminu. Na podkladě této Plachtovy knihy vznikl v roce 2001 i stejnojmenný večerníčkový animovaný televizní seriál, kde se hlavním vypravěčem stal Petr Nárožný. 

## Děj příběhu
Poštovní rada pan Pučálka nalezne kdesi na ulici (poté co z jejich města odjel cirkus) podivné opuštěné "štěně", kterého se mu zželí a odvede si jej domů. Celá Pučálkovic rodina začne tohoto tvora vychovávat jako psího mazlíčka v domnění, že se jedná o mládě bernardýna aniž by tušila, že se jedná o žirafí mládě. Největší radost ze "štěněte" má Pučálkovic dceruška Růženka. Z této zápletky vyplyne postupně řada velmi komických a zábavných situací, které ovšem odhalí i mnohé čistě lidské slabosti, nešvary a problémy.